# Акжар (городская администрация Актобе)
Акжар (каз. Ақжар) — бывшее село в Актюбинской области Казахстана. Находилось в подчинении городской администрации Актобе. В 2018 году стало жилым массивом города Актобе в составе Алматинского административного района. Входило в состав Каргалинского сельского округа. Находится на берегу реки Бутак примерно в 10 км к северо-востоку от центра города Актобе. Код КАТО — 151035200.

## Население
В 1999 году население села составляло 386 человек (191 мужчина и 195 женщин). По данным переписи 2009 года в селе проживали 2354 человека (1194 мужчины и 1160 женщин).